# Tapani Brotherus
Tapani Kaarle Heikinpoika Brotherus, född 12 juni 1938 i Köpenhamn, är en finsk diplomat som tillsammans med vicekonsul Ilkka Jaamala hjälpte ett par tusen människor ut ur Chile medan han tjänade som Finlands chargé d'affaires i samband med Augusto Pinochets kupp.  
Författaren Heikki Hiilamo har beräknat att tack vare Brotherus kom 182 chilenare till Finland och cirka 1 700 till DDR. Dessutom fick runt 500 flyktingar skydd på andra sätt. Sammanlagt lyckades Brotherus rädda kring 2 500 människor.
Efter fem år i Chile fortsatte Brotherus sin karriär som ambassadör i Teheran, Islamabad, Pretoria och Aten.
Brotherus var Vegas sommarpratare år 2014. 

## Uppväxt
Tapani Brotherus föddes i en bildad familj i Helsingfors. Hans farfar Karl Robert Brotherus (1880–1949) var professor i statsvetenskap och rektor vid Helsingfors universitet. Dennes bror Hjalmar Brotherus (1885–1962) var professor i fysik och sedan rektor vid Tekniska högskolan. Tapani Brotherus far, Heikki Brotherus (1909–1985), var diplomat, och senare journalist och författare. Brotherus bror Matti Brotherus, född 1942, är översättare från spanska och franska till finska.

## Händelser i Chile
General Augusto Pinochets junta störtade den socialistiska presidenten Salvador Allende den 11 september 1973. Under diktaturen dödade juntan minst 3 000 personer samt fängslade och torterade tiotusentals.
Tapanis Brotherus' och vice konsul Ilkka Jaamalas hjälparbete grundade sig på ett eget beslut att bryta mot Finlands utvisningslinje, ett beslut de hemlighöll för utrikesministeriet. De ordnade utresa för flyktingarna, för det mesta till Östtyskland, men också till Finland. 
Matti Tuovinen, chef för utrikesministeriets politiska avdelning, och andra ledare för utrikesministeriet tolererade Brotherus egenmäktiga handlingar. Efter sin pensionering har Tapani Brotherus fortsatt att arbeta med mänskliga rättigheter och solidaritet genom fri medborgaraktivism. Han har bland annat tilldelats Kansan sivistysrahastos Ekenäs 1918-medalj (2010). Finska statens erkännande har begränsat sig till att Brotherus blev bjuden på kaffe med bulla av utrikesminister Alexander Stubb.

## Utmärkelser
- Folkvänskapens stjärna i guld[1]
- Kommendörstecknet av I klass av Finlands Lejons orden[2]
- Storkors av Bernardo O'Higgins-orden[3]

[Redigera Wikidata]

## Skildringar
- Invisible Heroes(fi), finsk-chilensk dramaserie från 2019 som skildrar händelserna i Chile med Pelle Heikkilä som Brotherus.